# Amphipholis littoralis
Amphipholis littoralis är en ormstjärneart som beskrevs av Cherbonnier och Guille 1978. Amphipholis littoralis ingår i släktet Amphipholis och familjen trådormstjärnor. Inga underarter finns listade i Catalogue of Life.